# Opata (peuple)
Les Opatas sont trois peuples autochtones du Mexique. Le territoire Opata, Opatería en espagnol, comprend les régions montagneuses du nord-est et du centre de l'État de Sonora, qui s'étendent jusqu'à la frontière avec les États-Unis. La plupart des villes des Opatan étaient situées dans des vallées fluviales et avaient une économie basée sur l'agriculture irriguée. Au XVIe siècle, lors de leur première rencontre avec les explorateurs espagnols, les Opatas étaient le peuple plus nombreux de Sonora.  Aujourd'hui, certaines personnes continuent de s'identifier comme Opatas et s'emploient à restaurer certains aspects de la culture pré-hispanique Opata et à revitaliser l'identité Opata,.   Certaines sources indiquent qu'en tant que groupe ethnique identifiable, les Opata et leur langue sont maintenant éteints, ou presque.

## Sous-groupes
Au XVIe siècle, lors des premiers contacts avec les Espagnols, il existait de nombreux sous-groupes d’opatiens. Cependant, au milieu du XVIIe siècle, les Espagnols n’identifièrent que trois groupes Opatan. Le plus important était l'Eudeve (eh-oo-deh-veh), dont les anciens villages et les villes actuelles englobent les parties occidentales du territoire traditionnel d'Opata. Les Eudeve se sont également référés à Deve. Les deux noms signifient « personnes » dans leur langue. 
Le deuxième groupe le plus important a d'abord été connu sous le nom de Ore, mais s'est par la suite appelé Tegüima ou Tehuima (teh-wee-mah). Leurs anciens villages et leurs villes actuelles englobent la partie nord-est et centrale du territoire d’Opata. Tehuima signifie « gens de la rivière ». 
Le plus petit groupe d'Opatan était les Ova ou Jova (ho-vah). Jova signifie "gens de l'eau". À l'origine, ils habitaient huit villages dans la partie sud-est du territoire d'Opata. Certains des noms de village incluent: Negarachi, Sahuaripa, Teopari, Tutuaca, Xiripa et Yepomera. Un certain nombre de Jova vivaient à Chihuahua. Ces peuples étaient encore indépendants et n'étaient pas sous la domination espagnole jusqu'en 1678
Au XVIIIe siècle, les Jova se marient avec les Eudeves voisins dans la mesure où ils se fondent dans un groupe de personnes. À ce stade, les Jova ne pouvaient plus être identifiés comme un groupe ethnique autochtone distinct[réf. nécessaire].

## Langue
La langue opata est une langue uto-aztèque, apparentée à des langues voisines telles que l'o'odham, le tarahumara, le tepehuan, le yaqui et le mayo, entre autres. 

## Population
Les estimations de la population de l'Opatería au moment de la prise de contact avec l'Espagne se situent entre 20 000 et 70 000 habitants, la plupart des estimations étant proches du chiffre le plus élevé. Les Opatas étaient le plus nombreux de tous les groupes autochtones de l’État de Sonora et les vallées fluviales de leur territoire étaient densément peuplées de villages permanents. La maladie, la guerre et la famine ont réduit la population autochtone de l'Opatería à 6 000 en 1764. Aujourd’hui, il n’y a plus d’opates non métissé, mais les descendants métis constituent toujours la population majoritaire du territoire traditionnel d’Opata. De nombreux descendants d'Opata résident dans d'autres régions de Sonora, au Mexique et dans le sud-ouest des États-Unis, en particulier en Arizona, où leurs ancêtres ont migré pour travailler dans l'agriculture et les mines. 

### Consultants traditionalistes oraux
- Doña Claudia, Don Domingo, Doña Gloria et "El Güico" du pays d'Opata[réf. nécessaire].
- Cachora Guitemea de la Nation Yoeme (Yaqui) de Sonora[réf. nécessaire].